# 欧内斯特·沃尔顿
欧内斯特·托马斯·辛顿·沃尔顿（英語：Ernest Thomas Sinton Walton，1903年10月6日—1995年6月25日），爱尔兰物理学家，1951年诺贝尔物理学奖获得者。他與約翰·考克饒夫於20世纪30年代初在劍橋大學做「原子撞擊」實驗，而成為歷史上第一個以人為方式分裂原子的人，因此開創了核時代。沃尔顿是第一位獲得諾貝爾物理學獎的愛爾蘭人。

## 早年
歐內斯特沃尔顿出生在今愛爾蘭沃特福德郡邓加文，那些日子一般牧師的家每三年搬一次，在歐內斯頓還是個小孩時，他和他的家人搬到利默里克和莫納漢。1915年，在成為貝爾法斯特循道中學的寄宿生前，他在泰隆和韋斯利學院參加了全日制學校，在那裡，他擅長科學與數學。
1922年，沃尔顿獲得都柏林三一學院研究數學及科學的獎學金。在1926年及1927年他分別被三一學院授予學士和碩士學位。在大學期間這些年，沃尔顿因為卓越的物理和數學獲得了七個獎項。畢業後，在劍橋大學的卡文迪什實驗室歐內斯特盧瑟福主任的監督下，他在劍橋三一學院以研究生的身分被接 納。當時有四個諾貝爾獎得主的工作人員在卡文迪什實驗室，另外有五個人出現，其中包括沃尔顿及約翰克羅夫特。1931年，沃尔顿被授予博士學位，並且留在 劍橋做研究直到1934年。
在1930年代初，沃尔顿和考克饒夫合作建立一個以人工器具分裂原子核的鋰原子，以加速內高壓管轟擊它們，分裂的鋰原子產生氦原子核。這個實驗證明了早期盧瑟福、喬治伽莫夫所提出的原子模型理論。成功的儀器-一種現在稱為「考克饒夫-沃尔顿發電機」的粒子加速器，幫助世人進入一個以粒子加速器為實驗基礎的核子物理時代。1951年，沃尔顿和克羅夫特因為這個研究贏得了諾貝爾物理獎。

## 都柏林三一學院的職業生涯
1934年，歐內斯特沃尔顿回到愛爾蘭，成為都柏林三一學院的物理系研究員。1946年，他被任命為教授。沃尔顿的演講被認為是傑出的，因為他有能力以易於理解的方式解釋複雜的問題。在有限的資源下，他仍然能研究他的興趣。

## 晚年
1974年，雖然他退出了都柏林三一學院，但他保留了他的物理系協會，直到他最後一次的疾病。去世不久前，他將他的諾貝爾獎章獻給三一學院。1995年6月25日，他在貝爾法斯特過世，享年91歲。